# Sirmúr

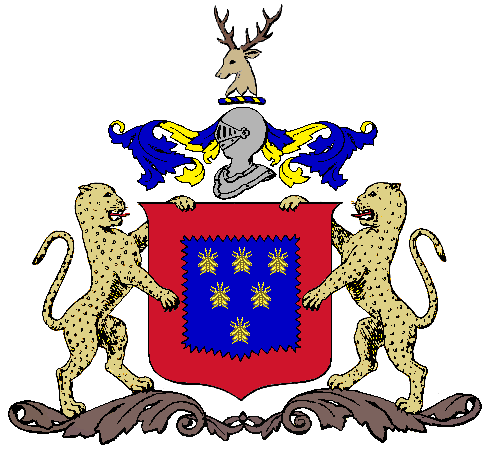
Znak Sirmúru

Sirmúr (anglicky Sirmor, Sirmaur, Sirmour nebo Sirmoor) byl nezávislým královstvím, které bylo založeno v roce 1616 a nacházelo se v Přední Indii na území dnešního okresu Sirmaur indického státu Himáčalpradéš. Hlavním městem království bylo dnešní okresní město Nahan, podle něhož bylo někdy nazýváno i celé království. Vládla v něm dynastie Rajput, která se titulovala rádžové a později v knížecím státě pod Brity maharádžové. Patřili k obávaným válečníkům, kteří hájili svou nezávislost více než devět století. Království bylo počítáno k jedněm z nejsilnějších pandžábských horských států. Mělo rozlohu 2709 km² a v roce 1891 v něm žilo 300 000 obyvatel. V letech 1879 – 1901 vydávalo vlastní poštovní známky.